# Campionati mondiali di nuoto 2013
La XV edizione dei Campionati mondiali di nuoto si è svolta dal 19 luglio al 4 agosto 2013 a Barcellona.. La città spagnola ha ospitato l'evento per la seconda volta, dopo l'edizione 2003.

## Assegnazione città ospitante

### Assegnazione iniziale
Il 4 novembre 2008 la FINA ha annunciato che sette città avevano espresso interesse per l'organizzazione della manifestazione:
- Belgrado, Serbia
- Budapest & Balatonfüred, Ungheria
- Dubai, Emirati Arabi Uniti

- Amburgo, Germania[3]
- Hong Kong, Cina

- Madrid, Spagna
- Mosca, Russia[4]

Il 3 marzo 2009 sono state comunicate le tre candidature ufficiali:
- Dubai, Emirati Arabi Uniti
- Amburgo, Germania
- Mosca, Russia

Il 18 luglio a Roma, durante i Mondiali 2009, è stato annunciato il nome della città vincitrice:
- Dubai, Emirati Arabi Uniti

Il 15 maggio 2010, però, la FINA ha annunciato la rinuncia da parte di Dubai all'organizzazione dell'evento, conservando tuttavia l'impegno di organizzare i Mondiali in vasca corta poi svoltisi nel dicembre 2010.

### Seconda assegnazione
Il nuovo processo di candidature si è sviluppato all'interno della prima World Aquatics Convention organizzata dalla FINA a Punta del Este, in Uruguay. Durante questa fase di selezione, sono state presentate cinque candidature ufficiali:
- Barcellona, Spagna
- Amburgo, Germania
- Mosca, Russia
- Seul, Corea del Sud
- Sydney, Australia

Il 26 settembre 2010, il Bureau della FINA ha scelto Barcellona come città ospitante.

## Sedi di gara
Gli impianti che hanno ospitato la manifestazione sono gli stessi che hanno ospitato le gare dei Mondiali del 2003 e dei Giochi olimpici del 1992
- Palau Sant Jordi (nuoto e nuoto sincronizzato): impianto polifunzionale costruito per i Giochi del 1992. Al suo interno è stata installata una piscina da 50 metri. La capienza è di 12000 spettatori.
- Piscinas Bernat Picornell (pallanuoto): struttura situata all'interno del Parco olimpico di Montjuïc e inaugurata nel 1970 per i Campionati europei. La piscina che ospita le gare è scoperta e dotata di 4500 posti a sedere.
- Piscina Municipal de Montjuïc (tuffi): ristrutturata per i Giochi olimpici del 1992, è dotata di 4100 posti a sedere.
- Moll de la Fusta (nuoto di fondo e tuffi dalle grandi altezze): area del Porto di Barcellona in cui sono state installate delle strutture temporanee per le gare e per il pubblico.

## Discipline
In questa edizione dei mondiali sono state disputate 68 gare, due in più rispetto a Shanghai 2011. Per la prima volta, infatti, la FINA ha inserito i programma i tuffi dalle grandi altezze.
| Disciplina            | Masc. | Femm. | Miste | Tot. |
| --------------------- | ----- | ----- | ----- | ---- |
| Nuoto                 | 20    | 20    | -     | 40   |
| Nuoto in acque libere | 3     | 3     | 1     | 7    |
| Tuffi                 | 6     | 6     | -     | 12   |
| Nuoto sincronizzato   | -     | 7     | -     | 7    |
| Pallanuoto            | 1     | 1     | -     | 2    |
| Totale                | 30    | 37    | 1     | 68   |

## Calendario
Il calendario ufficiale è stato aggiornato il 15 gennaio 2013.
| ● | Cerimonia di apertura | ● | Competizioni | ● | Finali | ● | Cerimonia di chiusura |

|                       | Luglio/Agosto 2013 |    |    |    |    |    |    |    |    |    |    |    |    |    |    |    |    |    |
| Sport                 | 19                 | 20 | 21 | 22 | 23 | 24 | 25 | 26 | 27 | 28 | 29 | 30 | 31 | 01 | 02 | 03 | 04 | T  |
| Cerimonie             | ●                  |    |    |    |    |    |    |    |    |    |    |    |    |    |    |    | ●  |    |
| Nuoto                 |                    |    |    |    |    |    |    |    |    | ●  | ●  | ●  | ●  | ●  | ●  | ●  | ●  | 40 |
| Nuoto in acque libere |                    | ●  |    | ●  | ●  |    | ●  |    | ●  |    |    |    |    |    |    |    |    | 7  |
| Tuffi                 |                    | ●  | ●  | ●  | ●  | ●  | ●  | ●  | ●  | ●  | ●  | ●  | ●  |    |    |    |    | 12 |
| Pallanuoto            |                    |    | ●  | ●  | ●  | ●  | ●  | ●  | ●  | ●  | ●  | ●  | ●  | ●  | ●  | ●  |    | 2  |
| Nuoto sincronizzato   |                    | ●  | ●  | ●  | ●  | ●  | ●  | ●  | ●  |    |    |    |    |    |    |    |    | 7  |
| Finali                |                    | 4  | 2  | 4  | 3  | 1  | 3  | 2  | 4  | 5  | 4  | 6  | 5  | 5  | 6  | 7  | 7  | 68 |

## Medagliere
| Pos.   | Paese             | Oro | Argento | Bronzo | Totale |
| ------ | ----------------- | --- | ------- | ------ | ------ |
| 1      | Stati Uniti       | 15  | 10      | 9      | 34     |
| 2      | Cina              | 14  | 8       | 4      | 26     |
| 3      | Russia            | 9   | 6       | 4      | 19     |
| 4      | Francia           | 4   | 1       | 4      | 9      |
| 5      | Ungheria          | 4   | 1       | 2      | 7      |
| 6      | Australia         | 3   | 11      | 0      | 14     |
| 7      | Germania          | 3   | 3       | 4      | 10     |
| 8      | Brasile           | 3   | 2       | 5      | 10     |
| 9      | Sudafrica         | 3   | 1       | 1      | 5      |
| 10     | Spagna            | 1   | 6       | 5      | 12     |
| 11     | Italia            | 1   | 3       | 1      | 5      |
| 12     | Danimarca         | 1   | 3       | 0      | 4      |
| 13     | Giappone          | 1   | 2       | 3      | 6      |
| 14     | Grecia            | 1   | 1       | 0      | 2      |
| 14     | Lituania          | 1   | 1       | 0      | 2      |
| 14     | Svezia            | 1   | 1       | 0      | 2      |
| 17     | Paesi Bassi       | 1   | 0       | 3      | 4      |
| 18     | Tunisia           | 1   | 0       | 1      | 2      |
| 19     | Colombia          | 1   | 0       | 0      | 1      |
| 20     | Canada            | 0   | 3       | 4      | 7      |
| 21     | Polonia           | 0   | 2       | 1      | 3      |
| 22     | Ucraina           | 0   | 1       | 4      | 5      |
| 23     | Gran Bretagna     | 0   | 1       | 1      | 2      |
| 24     | Belgio            | 0   | 1       | 0      | 1      |
| 24     | Montenegro        | 0   | 1       | 0      | 1      |
| 26     | Messico           | 0   | 0       | 4      | 4      |
| 27     | Nuova Zelanda     | 0   | 0       | 3      | 3      |
| 28     | Croazia           | 0   | 0       | 1      | 1      |
| 28     | Finlandia         | 0   | 0       | 1      | 1      |
| 28     | Malaysia          | 0   | 0       | 1      | 1      |
| 28     | Trinidad e Tobago | 0   | 0       | 1      | 1      |
| Totale | Totale            | 68  | 69      | 67     | 204    |